# Okres Nagykőrös
Okres Nagykőrös (maďarsky Nagykőrösi járás) je jedním z osmnácti okresů maďarské župy Pest. Jeho centrem je město Nagykőrös.

## Sídla
V okrese se nachází 1 město a 2 obce.
Města
- Nagykőrös

Obce
- Kocsér
- Nyársapát